# Алгоритми шифрування iceberg
Алгоритм шифрування ICEBERG («Involutional Cipher Efficient for Block Encryption in Reconfigurable Hardware» — «Інволюційний шифр для ефективного блокового шифрування в реконфігурованому апаратному забезпеченні» ) — блоковий шифр, розроблений для реконфігурованих апаратних реалізацій.
ICEBERG запропонований відносно нещодавно у 2004 р. — французьким криптологом Жилем-Франсуа Піре (Gilles-François Piret). Як видно з назви, цей алгоритм оптимізовано під апаратні реалізації за допомогою програмованих логічних інтегральних схем.

## Структура алгоритму
Алгоритм ICEBERG шифрує дані 64-бітових блоків з використанням 128-бітного ключа шифрування. Оброблюваний блок даних подається у вигляді 64-бітового вектору, над яким у кожному раунді алгоритму послідовно виконуються такі операції:
|  |

1. Таблична заміна. Вектор даних подається у вигляді 16 значень по 4 біти, кожне з яких заміщається згідно з таблицею:

|  |

2. Бітова перестановка P8, що переставляє біти вектору даних за наступним правилом:
y8i+j = x8i+p8(j), i = 0…7, j = 0…7,

де:

▪ xn та yn — відповідно, вхідний та вихідний біти вектору даних;

▪функція p8() визначена згідно таблиці:
|  |

3. Таблична заміна, що працює аналогічно до заміни, але згідно з іншою таблицею:
|  |

4. Знову виконується перестановка P8, після якої повторно застосовується таблична заміна S0.

5. Бітова перестановка Р64, що переставляє біти вектору даних наступним чином:

yi = xp64(i), i = 0…63,

 де функція р64() визначена згідно таблиці:
|  |

Згідно таблиці вхідним значенням 0, 1, 2, … відповідають вихідні значення 0, 12, 23 і т. д.
6. Операція множення на матрицю М. Застосовується до кожного 4-бітного фрагмента вектору даних шляхом його множення на фіксовану матрицю

|  |

Це аналогічно до застосування наступної табличної заміни:
|  |

7. Накладання матеріалу ключа (операція δ):

yi = xi⊕RK[n], 

 де RK[n]i- і-й біт фрагмента розширеного ключа для n-го раунду (процедура розширення ключа буде описана далі).
8. Бітова перестановка Р4, яка застосовується до кожного 4-бітного фрагмента векторних даних:

y[i]j = x[i]p4(j), i = 0…15, j = 0…3, 

 y[i] та x[i] — відповідно, вхідне та вихідне значення і-го 4-бітного фрагмента, а функція р4() визначається згідно таблиці
|  |

9. Повторно застосовується описана вище операція Р64.
Алгоритм складається із 15 раундів перетворень. Перед першим раундом виконується попереднє накладення ключа, а після заключного раунду — фінальне перетворення, що складається з наступних операцій (описаних вище): 
- табличної заміни S0;
- бітової перестановки P8;
- табличні заміни S1;
- бітової перестановки P8;
- табличної заміни S0.

```
При розшифруванні виконуються абсолютно ті ж операції, але фрагменти розширеного ключа використовуються у зворотному порядку (при цьому вони формуються дещо інакше, ніж при зашифруванні
 
— див. далі).
```

## Процедура розширення ключа
Процедура розширення ключа складається із декількох етапів. На першому етапі з вихідного 128-бітного ключа шифрування К наступним чином обчислюється послідовність 128-бітових проміжних ключів IK0…IK16:

 IK0 = K;

 IKi+1 = G(IKi,Ci),

де G() — раунд процедури розширення ключа, а Ci — модифікуючі константи.

 У кожному раунді виконується наступна послідовність дій:
|  |

1. Операція τ здійснює циклічний зсув вхідних даних в залежності від значення Ci:
- при Ci = 0 виконується обертання на 8 бітів ліворуч;
- при Ci = 1 — циклічний зсув на 8 бітів праворуч.

Константи Ci визначено як 0 для першої половини раундів, тобто для i=0…7, для решти раундів Ci = 1.
2. Бітова перестановка Р128 здійснює перестановку за наступним законом:

 yi = xp128(i), i = 0…127,

де функція р128() визначена згідно таблиці:
|  |

Вхідні значення 0, 1, 2, … відповідають вихідні значення 76, 110, 83 і т. д.
3. До 4-бітних фрагментів оброблюваних даних застосовується описана вище таблична заміна S0.
4. Повторно застосовується перестановка Р128, після якої повторно виконується операція τ.
На наступному етапі формується 64-бітові підключі IK'0…IK'16, які просто «набираються» зі значень непарних бітів відповідних проміжних ключів IK0…IK16.
На заключному етапі процедури розширення ключа обчислюється раундові ключі RK[n]. Для цього кожен 4-бітний фрагмент кожного підключа IK'0…IK'16 паралельно обробляється операцією φ, яка визначена наступним чином:

y0 = ((x0⊕x1⊕x2)&b)|((x0⊕x1&(~b)); 

y1 = ((x1⊕x2)&b)|((x1&(~b)); 

y2 = ((x2⊕x3⊕x0)&b)|((x2⊕x3&(~b)); 

y3 = ((x3⊕x0)&b)|((x3&(~b)),

де:
- yi та xi — i-ті біти, відповідно, вхідного і вихідного значення;
- b — модифікуючий біт, його призначення буде пояснено далі;
- ~ — логічна операція заперечення;
- & — логічна операція «і»;
- | - логічна операція «або».

Модифікуючий біт b керує формуванням різних значень підключів для зашифрування та розшифрування:
- при зашифруванні для операції попереднього накладання ключа і 15 раундів перетворень відповідні підключі (RK[0] і RK[1]…RK[15]) формуються зі значенням b = 1; підключ RK[16], що використовується у фінальному перетворенні, формується зі значенням b = 0;
- при розшифруванні для попереднього накладання ключа і 15 раундів перетворень використовуються, відповідно, фрагменти RK[16] і RK[15]…RK[1], які формуються з модифікуючим бітом b=0; підключ RK[0], що використовується у фінальному перетворенні, формується зі значенням b = 1.

## Криптоаналіз алгоритму
Алгоритм ICEBERG з'явився відносно нещодавно і, мабуть, не викликав широкого інтересу з боку криптологів — будь-які роботи, присвяченні криптоаналізу даного алгоритму, не набули широкої популярності.